# Ouadi Araba
Le Ouadi Araba est une vallée d'Égypte drainée par un oued se jetant dans le golfe de Suez, au niveau de la localité de Zafarana. Orientée vers le nord-est, elle est située dans le nord de l'Itbay, la chaîne de montagnes longeant la côte de la mer Rouge, entre les plateaux du Gebel el Galala au nord et du Gebel el-Qalala el-Qibliya au sud.